# Ендре Ботка
Ендре Ботка (мађ. Botka Endre; Будимпешта, 25. август 1994) је мађарски професионални фудбалер који игра на позицији десног бека за ТЦ Ференцварош и репрезентацију Мађарске.

## Каријера

### Ференцварош
Каријеру је започео у Хонведу, где је за први тим играо од 2013 па до 2917. године, а у међувремену је два пута, као члан Хонведа, ишао на позајмицу. Прво у Хонвед МТЕ па после у Кечкемет.
У фебруару 2020. потписао је необјављено продужење уговора са Ференцварошом ТЦ.
Дана 16. јуна 2020. обезбедио је и постао је шампион са Ференцварошем победивши Будимпештански Хонвед на стадиону Хидегкути Нандор у 30. колу сезоне националног првенства 2019/20.
Дана 29. септембра 2020. био је члан тима Ференцвароша који се квалификовао за групну фазу УЕФА Лиге шампиона 2020/21. након што је победио Молде ФК укупним резултатом 3 : 3 (голови у гостима) на Групама арени.
20. априла 2021. освојио је прву сезону националног првенства 2020-21. са Ференцварошем победивши главног ривала ФК Ујпешта са 3 : 0 у Групама арени. Голове су постигли Мирто Узуни (3. и 77. минут) и Токмац Нгуен (30. минут).
Дана 5. маја 2023. обезбедио је и освојио државно првенство 2022/23. са Ференцварошем, након што је ФК Кечкемет изгубио 1 : 0 од Хонведа у Божик арени у 30. колу првенства.

## Репрезентација
Добио је први позив у сениорски тим Мађарске за квалификације за Европско првенство 2016. против Румуније и Северне Ирске у септембру 2015. године.
Дана 1. јуна 2021. године, Ботка је укључен у коначну екипу од 26 играча који су представљали Мађарску на поново заказаном УЕФА Еуро 2020 турниру.